# В одному районі
В одному районі — радянський художній фільм 1960 року, знятий на кіностудії «Казахфільм».

## Сюжет
Про секретаря райкому партії Сабира Баянова, який на початку своєї роботи заслужено завоював авторитет і повагу людей, а потім, зізналася, втратив почуття відповідальності і перетворився в бюрократа.

## У ролях
- Шакен Айманов — Сабир Баянов
- Лідія Ашрапова — Майра Баянова, дочка Баянова
- Асаналі Ашимов — Дюсен Бектасов
- Євген Діордієв — Крилов Олександр Михайлович
- Аміна Умурзакова — Айша, дружина Баянова
- Серке Кожамкулов — Атаке
- Олександра Попова — Анна Григорівна, секретар Баянова
- Рахметулла Сальменов — Султанкулов
- Сайфулла Тельгараєв — Нуранбеков
- Кірей Жаркімбаєв — Курманбек, чабан
- Рахметбай Телеубаєв — зоотехнік
- Олексій Бахар — Рачков, шофер
- Чапай Зулхашев — епізод
- Гінаят Касимханов — епізод
- Ахат Толубаєв — епізод
- Алтинбек Кенжеков — Хакенов Булат, тракторист

## Знімальна група
- Режисер — Шакен Айманов
- Сценаристи — Шакен Айманов, Ігор Саввін
- Оператор — Марк Беркович
- Композитор — Леонід Афанасьєв
- Художник — Юрій Мінгазітдінов